# آنسیکلوپدی

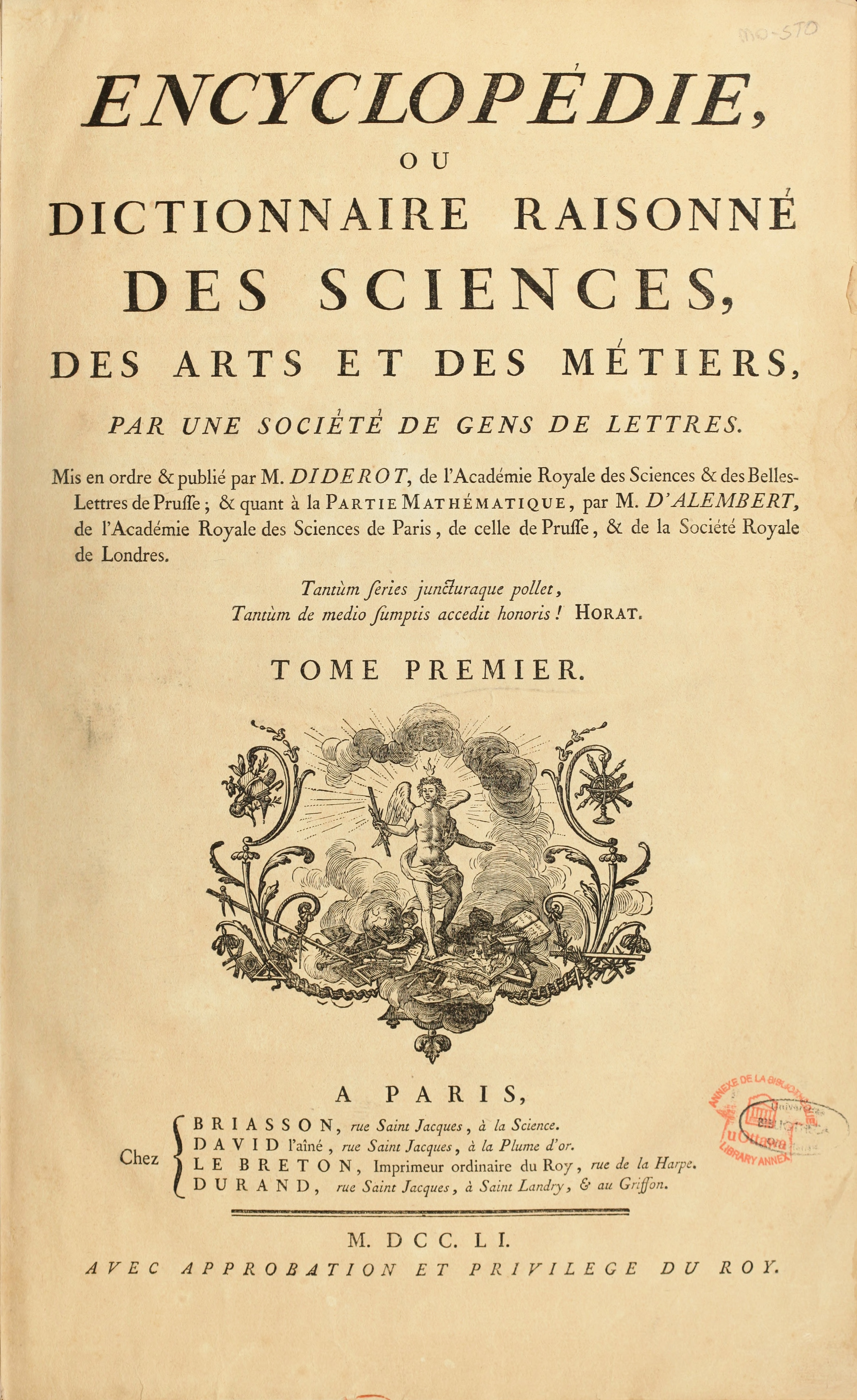
تصویرِ صفحه عنوان چاپ نخست از جلد اولِ آنسیکلوپدی، چاپ ۱۷۵۱

آنسیکلوپدی (به فرانسوی: Encyclopédie ou dictionnaire raisonné des sciences des arts et des métiers) (فارسی: دانشنامه یا فرهنگ سامان‌مند دانش، هنر و پیشه‌ها) نام دانشنامه‌ای عمومی است که در فرانسه میان سال‌های ۱۷۵۱ و ۱۷۷۲ منتشر شد. در سال‌های ۱۷۷۲، ۱۷۷۷ و ۱۷۸۰ نیز پیوست‌ها و ویرایش‌هایی از آن منتشر شد.
سردبیران اصلی آن دنی دیدرو و ژان لو رون دالامبر بودند و چند تن از بزرگان دانش و فلسفهٔ آن زمان، مانند ژان-ژاک روسو و فرانسوا ولتر، با آن همکاری داشتند. دیباچهٔ آن، که به قلم دالامبر نوشته شد، یکی از متن‌های مهم دورهٔ معروف به عصر روشنگری است.
این اثر ۲۸ جلد، ۱۸٬۰۰۰ صفحه متن، ۷۵٬۰۰۰ مقاله (مدخل)، و ۳٬۱۲۹ تصویر دارد.